# Pynthorumkhrah
Pynthorumkhrah ist eine Stadt im indischen Bundesstaat Meghalaya.
Die Stadt ist Teil des Distrikts East Khasi Hills. Pynthorumkhrah hat den Status einer Census Town. Die Stadt ist in 1 Wards gegliedert. Sie hatte am Stichtag der Volkszählung 2011 27.219 Einwohner, von denen 13.706 Männer und 13.513 Frauen waren. Christen bilden mit einem Anteil von etwas über 50 % die Mehrheit der Bevölkerung in der Stadt. Hindus bilden eine Minderheit von ca. 43 %. Die Alphabetisierungsrate lag 2011 bei 88,7 % und damit deutlich über dem nationalen Durchschnitt. 54,2 % der Einwohner gehören den Scheduled Tribes an.